# Cantone di Montfort-l'Amaury
Il Cantone di Montfort-l'Amaury era una divisione amministrativa dell'Arrondissement di Rambouillet.
È stato soppresso a seguito della riforma complessiva dei cantoni del 2014, che è entrata in vigore con le elezioni dipartimentali del 2015.
Comprendeva i comuni di:
- Auteuil
- Autouillet
- Bazoches-sur-Guyonne
- Béhoust
- Beynes
- Boissy-sans-Avoir
- Flexanville
- Galluis
- Garancières
- Goupillières
- Grosrouvre
- Jouars-Pontchartrain
- Marcq
- Mareil-le-Guyon
- Méré
- Les Mesnuls
- Millemont
- Montfort-l'Amaury
- Neauphle-le-Château
- Neauphle-le-Vieux
- La Queue-les-Yvelines
- Saint-Germain-de-la-Grange
- Saint-Rémy-l'Honoré
- Saulx-Marchais
- Thoiry
- Le Tremblay-sur-Mauldre
- Vicq
- Villiers-le-Mahieu
- Villiers-Saint-Frédéric